# 大沢野町
大沢野町（おおさわのまち）は、かつて富山県上新川郡にあった町。
「平成の大合併」により、2005年（平成17年）4月1日に富山市・大山町・婦中町・八尾町・山田村・細入村の富山地域6市町村と合併し、新設された富山市の一部となった。
町名の由来は、古くは大久保野を含めて沢野といい、大久保を分称して「塩野大浜」とも称していたのである。このような名称になったのは、既存の大きい村の名称をそのままとると、小さい村にとっては吸収されたようで民情が落ち着かないということに配慮したものである。

## 地理
南北21kmの細長い領域を持つ町で、神通川と河岸段丘によって隣接地域と分断された地形を成している。大沢野町の古くからの市街のある部分は飛騨街道の街村として栄えた大久保地区で、現在の国道41号とほぼ平行に細長く集落が広がっている。大沢野町北部は平野が開けており交通の便も良く富山市街へのベッドタウンとして宅地化が進んでいる。
- 山: 猿倉山、御前山、小佐波御前山
- 河川: 神通川、熊野川、高原川

### 隣接していた自治体
- 富山市、大山町、八尾町、細入村、岐阜県飛騨市

婦中町とは町界は接していないが、近い位置関係にあった。

## 歴史
- 1889年（明治22年）4月1日 - 町村制の施行により、上新川郡大沢野村が発足する。村役場を西大沢の山本直正（初代村長）宅に設置。発足時の人口は1,547人。戸数は329[3][4]。
- 1939年（昭和14年）4月1日：町制施行して、上新川郡大沢野町となる。
- 1947年（昭和22年）11月1日：昭和天皇の戦後巡幸。敷島紡績工場を視察[5]。
- 1953年（昭和28年）12月1日：婦負郡黒瀬谷村の区域の一部を編入する。
- 1954年（昭和29年）4月1日：上新川郡大沢野町、下タ村及び船峅村が合併して、上新川郡大沢野町が発足する。
- 1954年（昭和29年）12月10日：上新川郡大久保町を編入する。
- 1973年（昭和48年）11月3日：大沢野町役場庁舎が落成[6]。
- 2005年（平成17年）4月1日：富山市並びに上新川郡大山町、大沢野町、婦負郡婦中町、八尾町、細入村及び山田村が合併して、富山市が発足する。

## 行政

### 歴代町長
大沢野村時代
出典→
| 代 | 氏名         | 就任           | 退任           |
| -- | ------------ | -------------- | -------------- |
| 1  | 山本直正     | 1889年7月      | 1893年6月      |
| 2  | 森沢長次郎   | 1893年6月      | 1897年6月      |
| 3  | 森沢直次郎   | 1897年6月      | 1899年3月9日   |
| 4  | 佐藤重平     | 1899年3月18日  | 1900年4月24日  |
| 5  | 森沢辰次郎   | 1900年6月21日  | 1901年1月16日  |
| 6  | 谷井粂治郎   | 1901年6月1日   | 1902年12月1日  |
| 7  | 広瀬仁右衛門 | 1903年10月5日  | 1903年11月26日 |
| 8  | 永瀬福次郎   | 1903年12月14日 | 1907年12月13日 |
| 9  | 永瀬福次郎   | 1907年12月14日 | 1911年4月2日   |
| 10 | 永瀬勝治     | 1911年5月11日  | 1914年9月3日   |
| 11 | 津田恒太郎   | 1914年10月7日  | 1918年1月28日  |
| 12 | 氷上弥三     | 1918年4月9日   | 1922年4月8日   |
| 13 | 片桐忠範     | 1922年7月31日  | 1926年6月9日   |
| 14 | 石橋栄次     | 1926年7月7日   | 1930年7月6日   |
| 15 | 荒瀬正雄     | 1930年7月20日  | 1931年12月28日 |
| 16 | 布瀬亀次郎   | 1932年1月5日   | 1936年1月4日   |
| 17 | 布瀬亀次郎   | 1936年1月7日   | 1938年2月16日  |
| 18 | 碓井又次     | 1938年3月19日  | 1939年3月31日  |

大沢野町（第一次）時代
出典→
| 代 | 氏名     | 就任          | 退任           |
| -- | -------- | ------------- | -------------- |
| 1  | 碓井又次 | 1939年4月1日  | 1942年3月18日  |
| 2  | 広瀬仁   | 1942年3月19日 | 1945年2月27日  |
| 3  | 碓井又次 | 1945年4月6日  | 1946年11月30日 |
| 4  | 内野信次 | 1947年4月5日  | 1951年4月4日   |
| 5  | 内野信次 | 1951年4月23日 | 1954年3月31日  |

大沢野町（第二次）時代
| 代 | 氏名     | 就任          | 退任          |
| -- | -------- | ------------- | ------------- |
| 1  | 内野信次 | 1954年4月16日 | 1974年4月15日 |
| 2  | 佐野浩   | 1974年4月16日 | 1986年4月15日 |
| 3  | 中斉忠雄 | 1986年4月16日 | 2005年3月31日 |

## 経済

### 産業
- シキボウ富山工場

## 姉妹都市・提携都市
- ウェリントン市（オーストラリア ニューサウスウェールズ州）
  - 1992年8月24日姉妹都市提携

## 教育

### 小学校
- 大沢野町立大沢野小学校
- 大沢野町立大久保小学校
- 大沢野町立小羽小学校
- 大沢野町立船峅小学校

### 中学校
- 大沢野町立大沢野中学校

### 高校
- 富山県立大沢野工業高等学校

### 専修学校
- 大沢野家政専修学校

## 交通

### 鉄道
- JR高山本線：笹津駅
- かつては富山地方鉄道笹津線と神岡軌道も町内を走っていたが廃止されている。

### 道路
- 町内に高速道路のインターチェンジはない。最寄りのインターチェンジは富山市にある北陸自動車道の富山インターチェンジ。

- 一般国道
  - 国道41号
- 県道
  - 主要地方道
    - 富山県道25号砺波細入線
    - 富山県道35号立山山田線
    - 富山県道65号富山大沢野線
    - 富山県道67号宇奈月大沢野線
    - 富山県道69号富山笹津線

  - 一般県道
    - 富山県道183号大沢野大山線
    - 富山県道188号東猪谷富山線
    - 富山県道191号下大久保上熊野線
    - 富山県道193号坂本長附線
    - 富山県道196号笹津停車場線
    - 富山県道197号樫尾長川原線
    - 富山県道318号笹津安養寺線
    - 富山県道340号二松上大久保線
    - 富山県道341号八尾大沢野線

## 娯楽
- 笹津劇場 - 映画館（～1960年代）[9]。
- 八木山劇場 - 映画館（～1960年代）[9]。

## 名所・旧跡・観光スポット
- 神通峡
- 春日温泉
- 猿倉山森林公園
  - 猿倉山スキー場
- 寺家公園
- 直坂遺跡

## 祭事・催事
- 高砂山願念坊祭り（4月第2日曜日）
- 東猪谷素盞嗚社祭（20年に一度だけの祭礼）

## 出身有名人
- 木地智美 - アナウンサー。
- 利根川進 - 生物学者。ノーベル賞受賞者。小学生時代を疎開のため大沢野町で過ごした。大沢野町名誉町民。
- 清水喜助 - 清水建設創業者。